# Coupe Jules Rimet

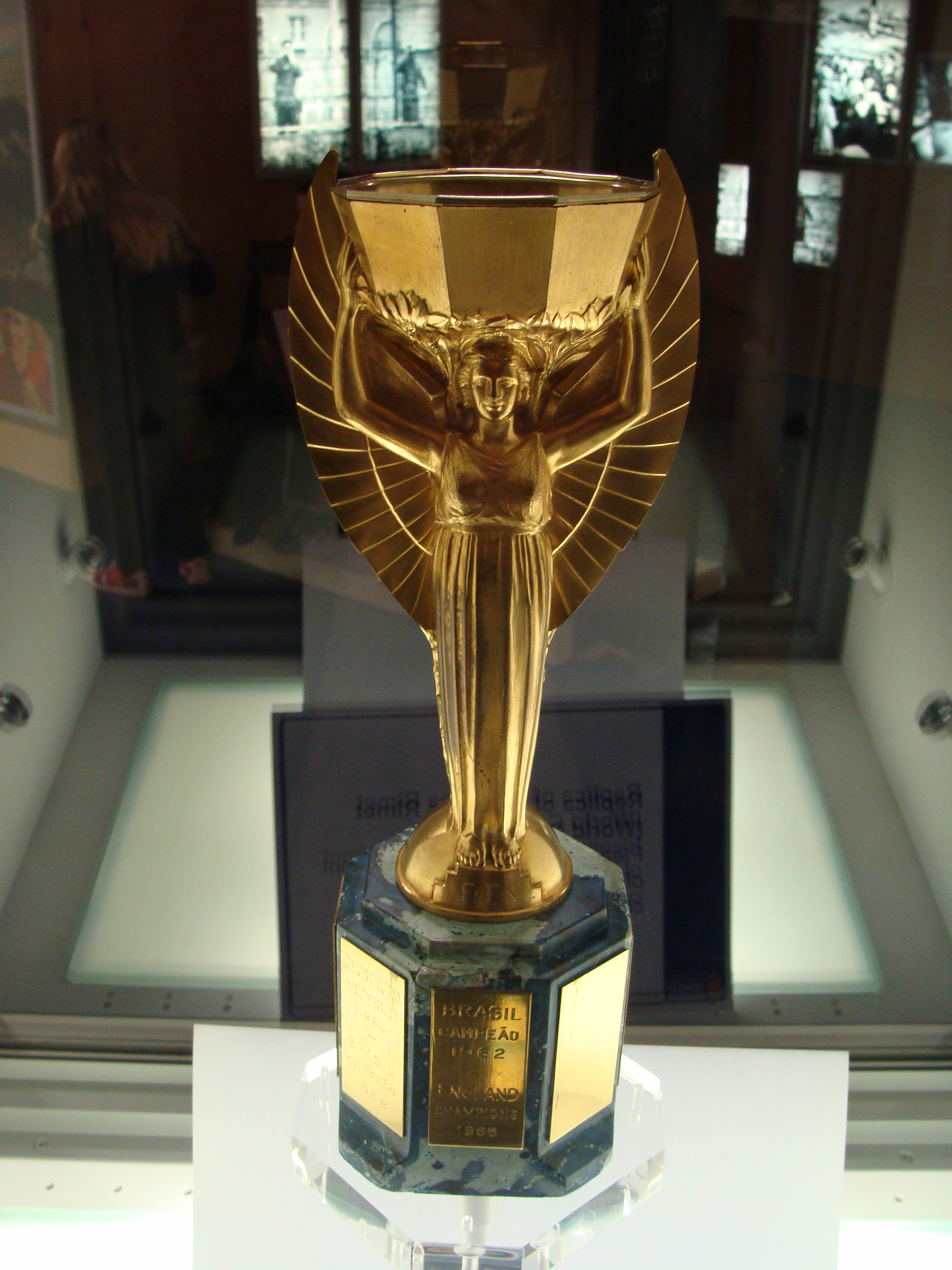
Der Jules-Rimet-Pokal als Replik

Die Coupe Jules Rimet (franz. für Jules-Rimet-Pokal) war von 1930 bis 1970 die Siegestrophäe der Fußball-Weltmeisterschaften. Ursprünglich einfach als Weltpokal (Coupe du Monde) bezeichnet, wurde er nach dem Zweiten Weltkrieg auf Anregung des Vizepräsidenten der FIFA und Vorsitzenden des belgischen Fußballverbands Rodolphe William Seeldrayers nach dem damaligen FIFA-Präsidenten Jules Rimet in Coupe Jules Rimet umbenannt.

## Aussehen
Die Coupe Jules Rimet war eine 35 cm hohe Statue aus vergoldetem Sterlingsilber. Sie wog 3,8 kg und stand auf einem blauen Sockel aus Lapislazuli. An den Seiten des Sockels befand sich eine gravierte Goldplakette mit den Namen des Pokals sowie den Namen der neun Weltmeister. Entworfen wurde die Statue vom französischen Bildhauer Abel Lafleur (1875–1953). Wie viele frühere Pokale wurde sie in Form einer Frau ausgeführt; diese sollte die griechische Siegesgöttin Nike darstellen. Sie besaß nach oben gestreckte Arme mit Flügeln. Unter der Statue befand sich Platz für die Namen der Gewinner.
Der Weltpokal wurde von Enrique Buero, dem damaligen Botschafter Uruguays in Belgien und einem der Mitbegründer der Weltmeisterschaft beschafft und seinem damals fünfzehnjährigen Sohn Enrique J. Buero („der Belgier“) auf die dreiwöchige Schiffsreise zur ersten Fußball-Weltmeisterschaft 1930 nach Uruguay mitgegeben, die er zusammen mit der belgischen Fußballnationalmannschaft unternahm.

## Gewinner
Zu Beginn der ersten Fußball-Weltmeisterschaft 1930 wurde bekannt gegeben, dass derjenige Verband, dessen Auswahl den Pokal dreimal gewinnt, ihn behalten darf. Mit dem dritten WM-Gewinn einer brasilianischen Nationalmannschaft im Jahr 1970 ging der Jules-Rimet-Pokal daher in den Besitz des brasilianischen Fußballverbandes über.
- 1930  Uruguay
- 1934  Italien
- 1938  Italien
- 1950  Uruguay
- 1954  BR Deutschland
- 1958  Brasilien
- 1962  Brasilien
- 1966  England
- 1970  Brasilien

Somit ist Brasilien mit drei Siegen der häufigste Gewinner dieses Pokals, dahinter folgen mit jeweils zwei Siegen Uruguay und Italien. Einmal in den Händen halten durften ihn die deutsche und die englische Nationalmannschaft. Der Pokal ging insgesamt fünfmal nach Südamerika und viermal nach Europa.

## Aufbewahrungsorte
Der amtierende Weltmeister durfte, so die Regel, den Wanderpokal bis zur nächsten Weltmeisterschaft aufbewahren. Während des Zweiten Weltkrieges befand er sich daher in Italien; der FIFA-Vizepräsident Ottorino Barassi bewahrte ihn in einer Schuhschachtel unter seinem Bett auf.
Aufregung löste der Diebstahl der Coupe Jules Rimet im Vorfeld der WM 1966 aus. Der Pokal, kurze Zeit vorher vom brasilianischen Fußballverband wieder der Obhut der FIFA überantwortet, war Teil einer Ausstellung Sport in Briefmarken in der Londoner Westminster Central Hall, als er am 20. März 1966 verschwand, während in einem anderen Teil des Gebäudes ein Gottesdienst abgehalten wurde. Genau eine Woche später fand sich der Pokal dann wieder; ein Hund namens Pickles stöberte ihn beim Gassigehen in einem Vorgarten im Londoner Süden auf.
Nachdem die Coupe Jules Rimet nach der WM 1970 ihren dauerhaften Platz in Brasilien gefunden hatte, wurde sie in Rio de Janeiro am 19. Dezember 1983 aus einer Verbandsvitrine erneut gestohlen. Da die Diebe nach Ermittlungen der Polizei den Pokal eingeschmolzen hatten, ist der brasilianische Fußballverband heute im Besitz einer Kopie, die im hessischen Hanau hergestellt und 1984 im dortigen Deutschen Goldschmiedehaus einer brasilianischen Delegation übergeben wurde.
Vom ersten Original des Pokales ist einzig der Lapislazuli-Sockel erhalten geblieben, der nach seinem Fund im Jahr 2014 (in einem FIFA-Archiv) heute restauriert im FIFA Museum in Zürich mit einer Replik der Statue ausgestellt wird.
In der Schatzkammer des Deutschen Fußballmuseums in Dortmund ist eine originalgetreue Replik des Coupe Jules Rimet neben den Original-Siegertrophäen der gewonnenen Weltmeisterschaften 1974, 1990 und 2014 zu sehen.

## Nachfolger
Nachfolger des Jules-Rimet-Pokals ist der FIFA-WM-Pokal. Er ist seit der WM 1974 die Siegestrophäe und wird im Gegensatz zu seinem Vorgänger nicht vergeben, sondern bleibt im Eigentum und Besitz der FIFA. Der Weltmeister erhält eine Nachbildung aus vergoldeter Bronze, aber auch diese bleibt inzwischen im Eigentum der FIFA und muss auf Verlangen zurückgegeben werden.

## Trivia
Im Lied Three Lions von The Lightning Seeds wird der Pokal besungen.